# Чепко, Даниэль
Даниэль Чепко фон Райгерсфельд (нем. Daniel Czepko von Reigersfeld, 23 сентября 1605, Койшвитц, Герцогство Лигниц — 8 сентября 1660, Волув, Волувское княжество) — силезский поэт-мистик, драматург эпохи барокко.

## Биография
Родился в Нижней Силезии, сын лютеранского пастора. 
Занимался в латинской школе в Свиднице, учился медицине и праву в Лейпциге, Гейдельберге, Страсбурге. В 1623 г. потерял отца. 
После 1626 г. жил  во Франции и Италии. Служил при маркграфском дворе в Бадене, был правоведом и администратором в Шпайере. 
В 1629 г. вернулся в Силезию. В ходе гонений на протестантов был вынужден покинуть своё поместье, служил домашним учителем в имении под Кендзежин-Козле. 
В 1634 г. вернулся в Свидницу.
В 1656 г. получил дворянский титул фон Райгерсфельд. 
С 1658 был членом Легницкого магистрата.
Умер 8 сентября 1660 г.
Похоронен в протестантской церкви Мира во Святом Духе в Свиднице.

## Творчество
Чепко принадлежит драматическая пастораль «Коридон и Филлида», сборник стихотворных афоризмов "Sexcenta Monodisticha Sapientium". 
Взгляды Чепко сложились под воздействием идей  Парацельса, Майстера Экхарта и Бёме.

## Влияние
Поэзия Чепко повлияла на Ангела Силезия. Один из его философских монодистихов Борхес взял эпиграфом к эссе "Новое опровержение времени".

## Современные издания
- Sämtliche Werke/ Hans-Gert Roloff, Marian Szyrocki, Hrsg. 6 Bände. Berlin; New York: De Gruyter, 1980 — 1998